# Pollinia
Pollinia es un género de insecto escama (Coccoidea) de la familia Asterolecaniidae.